# Dvärgflikmossa
Dvärgflikmossa (Leiocolea badensis) är en bladmossart som först beskrevs av Carl Moritz Gottsche och Gottlob Ludwig Rabenhorst, och fick sitt nu gällande namn av Jørg.. Enligt Catalogue of Life ingår Dvärgflikmossa i släktet Leiocolea och familjen Jungermanniaceae, men enligt Dyntaxa är tillhörigheten istället släktet Leiocolea och familjen Lophoziaceae. Enligt den finländska rödlistan är arten sårbar i Finland. Arten är reproducerande i Sverige. Artens livsmiljö är kalkstensklippor och kalkbrott. Inga underarter finns listade i Catalogue of Life.